# National Premier Leagues Western Australia
La NPL Western Australia, nota anche come NPL WA, è il più alto livello di calcio nello Stato dell'Australia Occidentale. A livello nazionale, è di un grado inferiore alla NSD e costituisce la terza serie del paese. È diretto dalla Football West, la federazione dello stato di appartenenza.

## Storia
Nel 2014 viene annunciata la riorganizzazione della WA State League in un nuovo campionato che avrebbe fatto parte della NPL, la nuova seconda divisione australiana; la denominazione assunta è quella ancora attuale nel 2025, ovvero NPL Western Australia.
A partire dalla stagione 2025, dopo la creazione di una nuova seconda serie, la lega passerà al terzo livello della piramide calcistica nazionale.

## Squadre partecipanti
Stagione 2025.
- Armadale
- Balcatta
- Bayswater City
- Floreat Athena
- Fremantle City
- Olympic Kingsway
- Perth Glory Youth
- Perth RedStar
- Perth SC
- Sorrento FC
- Stirling Macedonia
- Western Knights

## Albo d'oro

### Vincitori della NPL Western Australia
- 2014 -  Bayswater City
- 2015 -  Bayswater City
- 2016 -  Perth SC
- 2017 -  Bayswater City
- 2018 -  Perth SC
- 2019 -  Perth SC
- 2020 - Nessun vincitore decretato
- 2021 -  Perth SC
- 2022 -  Perth RedStar
- 2023 -  Stirling Macedonia
- 2024 -  Olympic Kingsway